# Gzinka
Gzinka (prononciation [ˈɡʑinka]) est un village de la gmina de Łyszkowice, du powiat de Łowicz, dans la voïvodie de Łódź, situé dans le centre de la Pologne.
Il se situe à environ 5 kilomètres au nord-ouest de Łyszkowice (siège de la gmina), 10 kilomètres au sud de Łowicz (siège du powiat) et 39 kilomètres au nord-est de Łódź (capitale de la voïvodie).

## Histoire
Au cours de la Seconde Guerre mondiale, durant l'invasion de la Pologne en 1939, les forces allemandes ont assassiné, le 30 septembre, 11 personnes dans le village .

## Administration
De 1975 à 1998, le village était attaché administrativement à l'ancienne voïvodie de Skierniewice.

Depuis 1999, il fait partie de la nouvelle voïvodie de Łódź.